# Bleu du Vercors-Sassenage
Le bleu du Vercors-Sassenage, anciennement bleu du Vercors ou bleu de Sassenage, est un fromage à pâte persillée de la région Rhône-Alpes élaboré avec du lait de vache. Sa dénomination provient du massif du Vercors et de la ville de Sassenage située au pied de ce massif.
Il bénéficie du label officiel français d'appellation d'origine contrôlée (AOC) depuis le 30 juillet 1998 et de l'appellation d'origine protégée (AOP) de la Communauté européenne depuis le 15 mars 2001.
Sa meilleure période de consommation s'étend de juin à novembre.

## Origines
Originellement fabriqué par des moines, en 1338, le baron de Sassenage en autorisa la commercialisation. D'autres sources disent que le fromage des montagnes de Sassenage était remis en guise d'impôt au seigneur de Sassenage par les paysans. 

## Production des laits
Trois races bovines montagnardes sont utilisées pour produire ce fromage suivant le cahier des charges de l'AOC : l'abondance, la montbéliarde et la villarde (la protection de l'appellation a consolidé la position de la race villarde dans le pays, alors que celle-ci était menacée d'extinction). Les bêtes pâturent les parcours à la belle saison et sont affourragés à l'étable pendant les mois d'hiver avec du foin sec traditionnel ou du fourrage humide enrubanné exclusivement produit dans l'aire de l'appellation située dans le plateau du Vercors.

## Caractéristiques

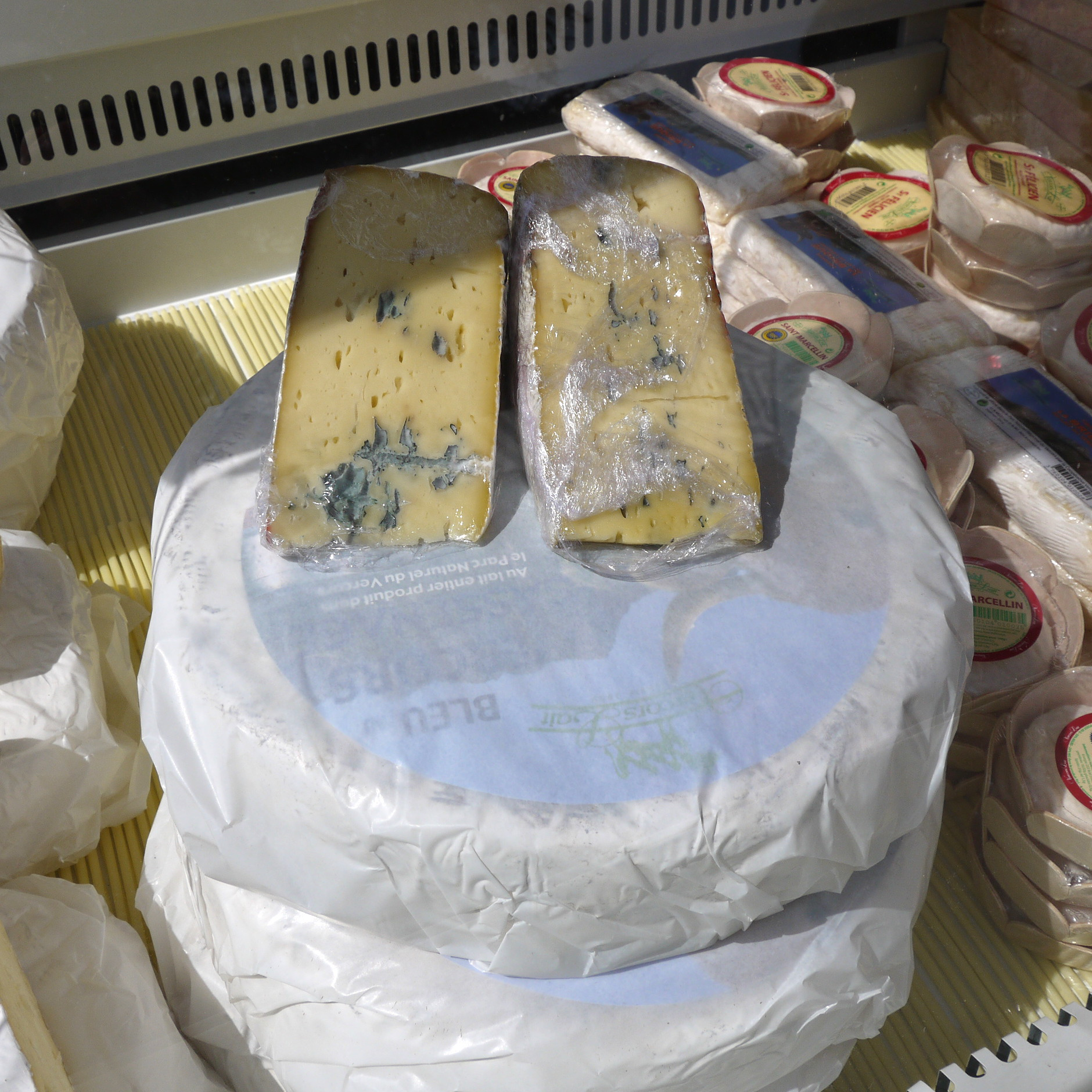
Étalage de bleus du Vercors-Sassenage protégé par film alimentaire.

C'est un bleu au goût doux et onctueux à base de lait de vache, à pâte persillée, demi-molle et d'un poids moyen de 4 à 4,5 kg, d'un diamètre de 27 à 30 cm, d'une hauteur de 7 à 9 cm qui contient 28 % de matière grasse.  

## Fabrication
Il faut 40 litres de lait pour fabriquer un bleu du Vercors-Sassenage. Les laits entiers ou partiellement écrémés sont mis dans une cuve. Ils peuvent être pasteurisés ou laissés à l'état cru et, à une température portée à 35 °C, l'opérateur ajoute la présure et le penicillium roqueforti et éventuellement des ferments lactiques. Lorsque le lait se solidifie, on le découpe en petits cubes en expulsant le petit lait en brassant. On remplit ensuite des moules que l'on dépose sur une table d'égouttage. 9 heures après l'emprésurage, on les démoule, on les sale et on les entrepose dans une cave entre 7 et 10 °C. Suivant le cahier des charges de l'AOC bleu de Vercors-Sassenage, les fromages doivent être affinés au moins 21 jours. Le 6e et le 12e jour , il est piqué avec des aiguilles ce qui permet d'oxygéner le fromage et de faire naître les moisissures.

## Production

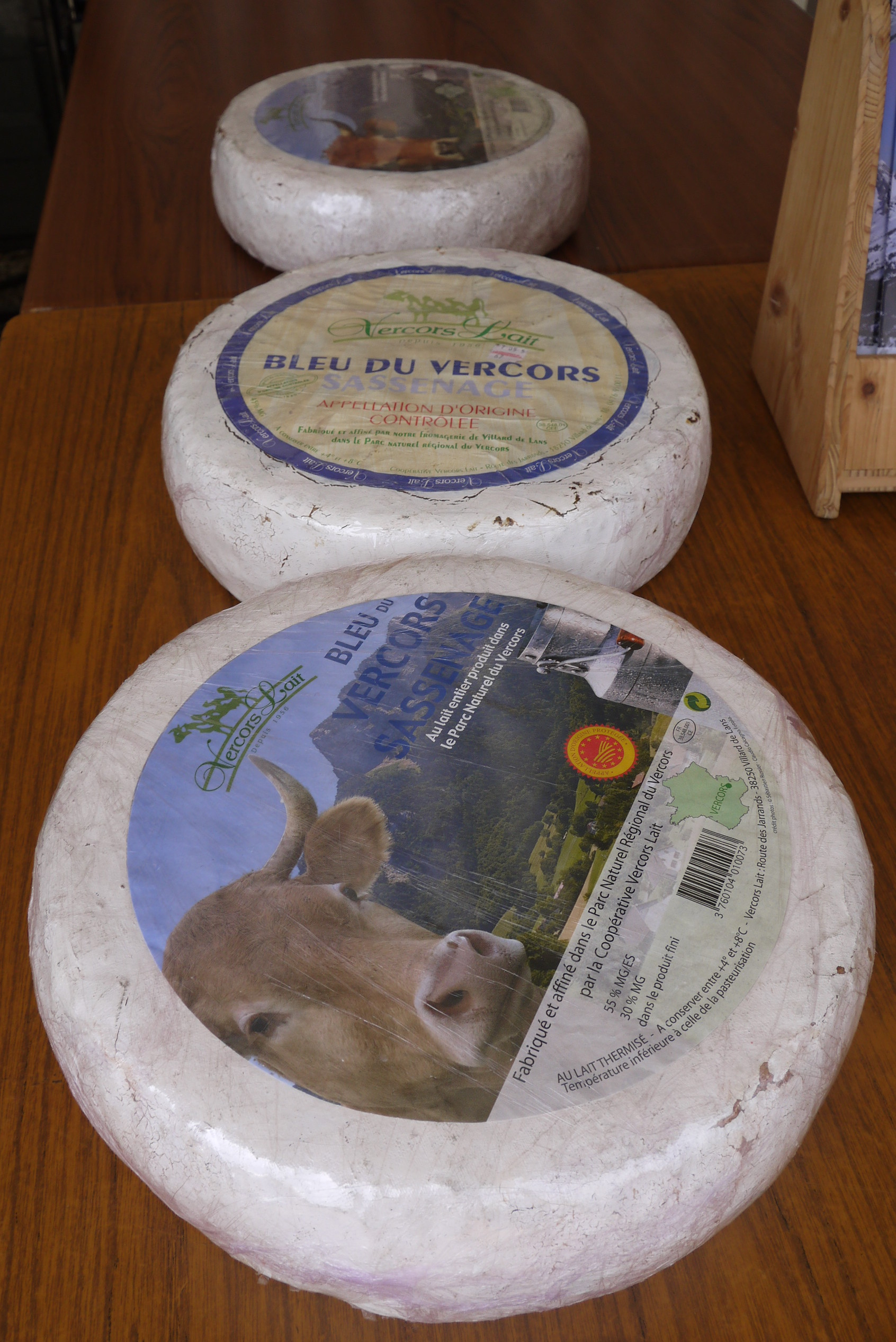
Meules de bleu du Vercors-Sassenage.

La production s'élève à 39 tonnes en 1998, dont 21 % de fromages fermiers. 171 tonnes en 2006. Depuis fin 2006, une partie des laits employés portent le label Agriculture Biologique et représente (fin 2007) 10 % de la production. En 2013, 180 tonnes sont produites par 9 familles d'agriculteurs producteurs et 1 coopérative agricole. En 2016, on comptait 365 tonnes (dont 320 tonnes pour la coopérative). 

### Aire d'appellation
L'aire géographique de production du lait et d'élaboration des fromages, située à l'intérieur du massif du Vercors, couvre 13 communes de la Drôme et 14 communes de l'Isère. Celle ci n'inclut pas la commune de Sassenage qui lui donne son nom.
Communes du département de la Drôme : Bouvante, Le Chaffal, La Chapelle-en-Vercors, Échevis, Léoncel, Omblèze, Plan-de-Baix, Saint-Agnan-en-Vercors, Saint-Jean-en-Royans, Saint-Julien-en-Vercors, Saint-Laurent-en-Royans, Saint-Martin-en-Vercors, Vassieux-en-Vercors
Communes du département de l'Isère : Autrans, Châtelus, Choranche, Corrençon-en-Vercors, Engins, Izeron, Lans-en-Vercors, Malleval-en-Vercors, Méaudre, Presles, Rencurel, Saint-Nizier-du-Moucherotte, Saint-Pierre-de-Chérennes, Villard-de-Lans

## Consommation
Il s'accompagne agréablement d'un vin rouge tannique tel qu'un cahors ou un madiran, mais aussi d'un vin moelleux tel qu'un sauternes, ou encore d'un vin doux naturel tel qu'un banyuls ou un maury. Il peut se consommer aussi fondu en « vercouline » l'équivalent de la raclette, en quiche, en sauce avec les viandes ou en cube à l'apéritif.

## Promotion
En 1987 la confrérie du bleu du Vercors-Sassenage est créée. Elle organise à Sassenage une fête annuelle pour promouvoir le fromage.
Depuis 2001, les communes du parc naturel régional du Vercors organisent la fête du bleu du Vercors-Sassenage. Cette fête annuelle se tient successivement dans chaque village,.

## Sources